# FCパフタコール・タシュケント
パフタコール・タシュケントFK（Pakhtakor Tashkent FK, ウズベク語:  Paxtakor futbol klubi (Toshkent), ロシア語: Футбольный клуб Пахтакор Ташкент）は、ウズベキスタンの首都タシュケントを本拠地とするサッカークラブである。
ソビエト連邦時代は、ソ連1部リーグに昇格した唯一のウズベキスタンのクラブであった。1部には合計22シーズン在籍し、最高順位は1962年と1982年シーズンの6位である。このうち、1982年の6位は、1979年に発生した航空機事故（1979年ドニプロゼルジーンシク空中衝突事故）によって、ディナモ・ミンスクとのリーグ戦のために白ロシア（現ベラルーシ）のミンスクに向かっていた監督を含む17人の選手・スタッフが死亡した悲劇を乗り越えての成果だった。
USSRカップでは、1968年に中央アジアのクラブとしては唯一となる決勝進出を果たして、準優勝している。
ソビエト連邦の崩壊によるウズベキスタンの独立で成立したウズベク・リーグでは、1992年の第1回リーグでネフチ・フェルガナと同ポイントで優勝を分け合い、2002年から2007年までに6シーズン連続で優勝した。2003年に始まったAFCチャンピオンズリーグの常連であり、2003年と2004年には準決勝に進出した。
2009年7月、ACL準決勝を前にして、イグナティ・ネステロフを始めとする11人の選手が他のクラブに移籍する事態が発生。
その後AFCチャンピオンズリーグでグループリーグ敗退し、国内でもネフチ・フェルガナに代わって台頭した同じタシュケントを本拠地とするライバルのFCブニョドコルに4連覇を成し遂げられるなど低迷の兆しが見られたが、柴村直弥が在籍した2012シーズンに5年ぶり9回目の優勝を成し遂げた。2014年シーズンも優勝し、同リーグで初めて優勝回数が10回となった。

## タイトル

### 国内タイトル
- リーグ : 15回
1992, 1998, 2002, 2003, 2004, 2005, 2006, 2007, 2012, 2014, 2015, 2019, 2020, 2021, 2022
- カップ : 13回
1993, 1997, 2001, 2002, 2003, 2004, 2005, 2006, 2007, 2009, 2011, 2019, 2020

### 国際タイトル
- CISカップ : 1回
2007

## 現所属メンバー
2020年1月1日現在
注：選手の国籍表記はFIFAの定めた代表資格ルールに基づく。
| No. | Pos. |                | 選手名                         |
| --- | ---- | -------------- | ------------------------------ |
| 2   | DF   | ウズベキスタン | ボバール・アスカロブ           |
| 3   | DF   | ウズベキスタン | コジアクバル・アリゾホノフ     |
| 4   | DF   | ウズベキスタン | アクラムゾホン・コミロフ       |
| 7   | MF   | ウズベキスタン | サドリディン・アブドラエフ     |
| 9   | FW   | ウズベキスタン | ジャロリディン・マシャリホフ   |
| 10  | FW   | セルビア       | ドラガン・セラン               |
| 11  | FW   | ウズベキスタン | イゴール・セルゲーエフ ()      |
| 15  | DF   | ウズベキスタン | エゴル・クリメツ ()            |
| 17  | FW   | ウズベキスタン | ジャスル・ヤフシバエル         |
| 19  | FW   | ウズベキスタン | ショフルフ・マフムドホジイェフ |
| 25  | GK   | ウズベキスタン | エルドルベク・スユノフ         |

| No. | Pos. |                | 選手名                    |
| --- | ---- | -------------- | ------------------------- |
| 23  | DF   | ウズベキスタン | シェルゾト・ザモフ        |
| 27  | MF   | ウズベキスタン | ザビルホジャエフ          |
| 29  | DF   | ウズベキスタン | ヴラディミール・コザク () |
| 34  | MF   | ウズベキスタン | ファルフ・サイフィエフ    |
| 35  | GK   | ウズベキスタン | サンジャル・クヴァトフ    |
| 55  | DF   | モンテネグロ   | マルコ・シミッチ ()       |
| 77  | FW   | ウズベキスタン | フスニディン・ゴフロフ    |
| 99  | MF   | ウズベキスタン | ヤヴォヒル・シディコフ    |

## 歴代監督
- ヴァレリー・ニポムニシ 2006

## 歴代所属選手

### GK
- オレグス・カラバイエフス 1981
- イグナティ・ネステロフ 2002-2009

### DF
- ビルギニュウス・バルツスニカス 1991
- グチゴリ・ゴチグリエフ 2002-2005
- ボヤン・ミラディノヴィッチ 2009-2014
- 柴村直弥 2012

### MF
- ヴァシリィ・ポストノフ 1980-1981
- ミルジャラル・カシモフ 1987、1988-1991、1993、1997-1999、2003、2005
- ヴァレリー・ケチノフ 1992-1993
- ティムル・カパーゼ 2002-2007
- セルヴェル・ジェパロフ 2002-2007
- ダルコ・マルコヴィッチ 2008-2011

### FW
- ヴァシリス・ハツィパナギス 1972-1975
- イーゴリ・シュクイリン 1989-1991、1998-1999、2000、2001
- ウチェ・イヘルオメ 2005-2008、2008-2009
- アレクサンドル・ゲインリフ 2002、2005、2007-2010
- アルトゥール・ゲヴォルクヤン 2010